# Aerogrammus hefferni
Aerogrammus hefferni är en skalbaggsart som beskrevs av Komiya 2004. Aerogrammus hefferni ingår i släktet Aerogrammus och familjen långhorningar. Inga underarter finns listade i Catalogue of Life.